# Frank Deville
Frank Deville, né le 12 août 1970 au Luxembourg, est un footballeur international luxembourgeois, qui évoluait au poste de milieu de terrain.
Son grand frère, Laurent Deville, est un ancien footballeur, et son fils, Maurice Deville, est également footballeur.

## Biographie

### Carrière de joueur
Frank Deville dispute 4 matchs en Ligue des champions, pour un but inscrit, deux matchs en Coupe des coupes, et 4 matchs en Coupe de l'UEFA,. Il inscrit son seul but en Ligue des champions le 16 septembre 1992, lors d'un match contre le FC Porto comptant pour le premier tour préliminaire de cette compétition.
Avec le Swift Hesperange, il remporte une Coupe du Luxembourg.

### Carrière internationale
Frank Deville compte 35 sélections avec l'équipe du Luxembourg entre 1995 et 2002. 
Il est convoqué pour la première fois en équipe du Luxembourg par le sélectionneur national Paul Philipp, pour un match amical contre Israël le 15 février 1995. Lors de ce match, Frank Deville entre à la 64e minute de la rencontre, à la place de Sacha Schneider. Le match se solde par une défaite 4-2 des Luxembourgeois. 
Il reçoit sa dernière sélection le 16 octobre 2002 contre la Roumanie, lors d'un match des éliminatoires de l'Euro 2004. Le match se solde par une défaite 7-0 des Luxembourgeois.

## Palmarès
- Avec le Swift Hesperange
  - Vainqueur de la Coupe du Luxembourg en 1990